# Aplopsis viridis
Aplopsis viridis är en skalbaggsart som beskrevs av Blackburn 1892. Aplopsis viridis ingår i släktet Aplopsis och familjen Melolonthidae. Inga underarter finns listade i Catalogue of Life.